# Nesillas longicaudata
Nesillas longicaudata е вид птица от семейство Acrocephalidae.

## Разпространение
Видът е разпространен в Коморските острови и Майот.